# Correspondencia epistolar escolar
Correspondencia epistolar escolar es el nombre de una serie filatélica emitida por Correos y Telégrafos de España entre los años 1998 y 2004, que ilustra, por medio de viñetas cómicas realizadas por renombrados dibujantes gráficos e historietistas españoles, diversas áreas de la educación básica: como la Lengua, la Literatura o la Historia. En total fueron puestos en circulación 87 sellos en 6 fechas de emisión diferentes.

## Descripción
| Fecha de emisión | Nombre del sello (descripción) | Dimensiones (mm) | Valor facial (en €) |
| ---------------- | --- | ---------------- | ------------------- |
| 25.09.1998       | «Escenas del Quijote» (las ilustraciones son obra del humorista gráfico Antonio Migote) 1) En un lugar de la Mancha | 49,8 × 33,2      | 20                  |
| 25.09.1998       | 2) Llenósele la fantasía | 49,8 × 33,2      | 20                  |
| 25.09.1998       | 3) Armado caballero | 49,8 × 33,2      | 20                  |
| 25.09.1998       | 4) La del alba sería | 49,8 × 33,2      | 20                  |
| 25.09.1998       | 5) Le molió como Cibera | 49,8 × 33,2      | 20                  |
| 25.09.1998       | 6) El donoso escrutinio | 49,8 × 33,2      | 20                  |
| 25.09.1998       | 7) Has de saber, amigo Sancho... | 49,8 × 33,2      | 20                  |
| 25.09.1998       | 8) Los gigantes | 49,8 × 33,2      | 20                  |
| 25.09.1998       | 9) Viole bajar y subir con tanta gracia | 49,8 × 33,2      | 20                  |
| 25.09.1998       | 10) El escuadrón de ovejas | 49,8 × 33,2      | 20                  |
| 25.09.1998       | 11) Los galeotes | 49,8 × 33,2      | 20                  |
| 25.09.1998       | 12) Los cueros | 49,8 × 33,2      | 20                  |
| 25.09.1998       | 13) El encantamiento | 49,8 × 33,2      | 20                  |
| 25.09.1998       | 14) Oh Princesa del Toboso | 49,8 × 33,2      | 20                  |
| 25.09.1998       | 15) El caballero de los espejos | 49,8 × 33,2      | 20                  |
| 25.09.1998       | 16) El león | 49,8 × 33,2      | 20                  |
| 25.09.1998       | 17) La cueva de Montesinos | 49,8 × 33,2      | 20                  |
| 25.09.1998       | 18) Clavileño | 49,8 × 33,2      | 20                  |
| 25.09.1998       | 19) Sancho, gobernador | 49,8 × 33,2      | 20                  |
| 25.09.1998       | 20) Doña Rodríguez | 49,8 × 33,2      | 20                  |
| 25.09.1998       | 21) Compañero mío | 49,8 × 33,2      | 20                  |
| 25.09.1998       | 22) Parecioles espaciosísimo | 49,8 × 33,2      | 20                  |
| 25.09.1998       | 23) El caballero de la Blanca Luna | 49,8 × 33,2      | 20                  |
| 25.09.1998       | 24) La vuelta a casa | 49,8 × 33,2      | 20                  |
| 13.10.1999       | Los sellos han sido diseñados por Felipe Sánchez Pedrero “FESANPE”, funcionario de Correos y Telégrafos«Vida social y cultural» Un simpático sello que va mostrando diferentes escenas de la vida social y cultural 1) "Cumplimos 150 años"      | 40,9 × 28,8      | 20                  |
| 13.10.1999       | 2) "Recorremos el mundo" | 40,9 × 28,8      | 20                  |
| 13.10.1999       | 3) "Escríbeme" | 40,9 × 28,8      | 20                  |
| 13.10.1999       | 4) "Ama la lectura" | 40,9 × 28,8      | 20                  |
| 13.10.1999       | 5) "Vive la naturaleza" | 40,9 × 28,8      | 20                  |
| 13.10.1999       | 6) "Te mostramos el patrimonio" | 40,9 × 28,8      | 20                  |
| 13.10.1999       | 7) "Te acercamos la pintura" | 40,9 × 28,8      | 20                  |
| 13.10.1999       | 8) "Jugamos contigo" | 40,9 × 28,8      | 20                  |
| 13.10.1999       | 9) "Sentimos la música" | 40,9 × 28,8      | 20                  |
| 13.10.1999       | 10) "Y además nos coleccionan" | 40,9 × 28,8      | 20                  |
| 13.10.1999       | 11) "Os esperamos" | 40,9 × 28,8      | 20                  |
| 22.09.2000       | «Historia de España I» (Las ilustraciones son obra de los humoristas gráficos Gallego & Rey) 1) El hombre de Atapuerca (800.000 a. C.) | 40,9 × 28,8      | 20                  |
| 22.09.2000       | 2) Pinturas de Altamira (12.000 a. C.) | 40,9 × 28,8      | 20                  |
| 22.09.2000       | 3) Fenicios (1100 a .C.) | 40,9 × 28,8      | 20                  |
| 22.09.2000       | 4) Tartesios (800 a. C.) | 40,9 × 28,8      | 20                  |
| 22.09.2000       | 5) Iberos y celtas (500 a. C.) | 40,9 × 28,8      | 20                  |
| 22.09.2000       | 6) Dama de Elche (480 a. C.) | 40,9 × 28,8      | 20                  |
| 22.09.2000       | 7) Cartagineses (237 a. C.) | 40,9 × 28,8      | 20                  |
| 22.09.2000       | 8) España romana (197 a. C.) | 40,9 × 28,8      | 20                  |
| 22.09.2000       | 9) Viriato (147 a. C.) | 40,9 × 28,8      | 20                  |
| 22.09.2000       | 10) Numancia (133 a. C.) | 40,9 × 28,8      | 20                  |
| 22.09.2000       | 11) Acueducto de Segovia (50) | 40,9 × 28,8      | 20                  |
| 22.09.2000       | 12) Vándalos, suevos y alanos (409) | 40,9 × 28,8      | 20                  |
| 22.09.2000       | 13) Visigodos (415) | 40,9 × 28,8      | 20                  |
| 22.09.2000       | 14) Recaredo (589) | 40,9 × 28,8      | 20                  |
| 22.09.2000       | 15) Los árabes (711) | 40,9 × 28,8      | 20                  |
| 22.09.2000       | 16) Don Pelayo (722) | 40,9 × 28,8      | 20                  |
| 22.09.2000       | 17) Camino de Santiago (813) | 40,9 × 28,8      | 20                  |
| 22.09.2000       | 18) Reinos de Taifas (1031) | 40,9 × 28,8      | 20                  |
| 22.09.2000       | 19) El Cid (1099) | 40,9 × 28,8      | 20                  |
| 22.09.2000       | 20) Las Navas de Tolosa (1212) | 40,9 × 28,8      | 20                  |
| 22.09.2000       | 21) Alfonso X, el Sabio (1252) | 40,9 × 28,8      | 20                  |
| 22.09.2000       | 22) La Dinastía Trastámara (1369) | 40,9 × 28,8      | 20                  |
| 22.09.2000       | 23) La Inquisición (1474) | 40,9 × 28,8      | 20                  |
| 22.09.2000       | 24) Los Reyes Católicos (1479) | 40,9 × 28,8      | 20                  |
| 16.10.2001       | «Historia de España II» (Las ilustraciones son obra de los humoristas gráficos Gallego & Rey) 1) Descubrimiento del Nuevo Mundo – Cristóbal Colón (1492)                                                                                         | 40,9 × 28,8      | 25 (0,15)           |
| 16.10.2001       | 2) Tratado de Tordesillas (1494) | 40,9 × 28,8      | 25 (0,15)           |
| 16.10.2001       | 3) Carlos I de España y V de Alemania (1519) | 40,9 × 28,8      | 25 (0,15)           |
| 16.10.2001       | 4) Hernán Cortés – Conquista del Imperio Azteca (1519) | 40,9 × 28,8      | 25 (0,15)           |
| 16.10.2001       | 5) Juan Sebastián Elcano (1522) | 40,9 × 28,8      | 25 (0,15)           |
| 16.10.2001       | 6) Francisco Pizarro – Conquista del Imperio Inca(1532) | 40,9 × 28,8      | 25 (0,15)           |
| 16.10.2001       | 7) Felipe II (1556) | 40,9 × 28,8      | 25 (0,15)           |
| 16.10.2001       | 8) El Escorial (1563) | 40,9 × 28,8      | 25 (0,15)           |
| 16.10.2001       | 9) Lepanto (1571) | 40,9 × 28,8      | 25 (0,15)           |
| 16.10.2001       | 10) Misticismo – San Juan de la Cruz, Teresa de Jesús, El Greco (1580) | 40,9 × 28,8      | 25 (0,15)           |
| 16.10.2001       | 11) Lope de Vega – Siglo de Oro (1593) | 40,9 × 28,8      | 25 (0,15)           |
| 16.10.2001       | 12) Felipe III (1598) | 40,9 × 28,8      | 25 (0,15)           |
| 27.09.2002       | «Historia de España III» (Las ilustraciones son obra de los humoristas gráficos Gallego & Rey) 1) Cervantes, El Quijote (1605) | 40,9 × 28,8      | 0,10                |
| 27.09.2002       | 2) Felipe IV y el Conde Duque de Olivares (1621) | 40,9 × 28,8      | 0,10                |
| 27.09.2002       | 3) Quevedo y Góngora (1625) | 40,9 × 28,8      | 0,10                |
| 27.09.2002       | 4) Velázquez (1656) | 40,9 × 28,8      | 0,10                |
| 27.09.2002       | 6) Carlos II el Hechizado (1665) | 40,9 × 28,8      | 0,10                |
| 27.09.2002       | 5) Felipe V (1701) | 40,9 × 28,8      | 0,10                |
| 27.09.2002       | 7) Fernando VI (1746) | 40,9 × 28,8      | 0,10                |
| 27.09.2002       | 8) Carlos III (1759) | 40,9 × 28,8      | 0,10                |
| 27.09.2002       | 9) el Motín de Esquilache (1766) | 40,9 × 28,8      | 0,10                |
| 27.09.2002       | 10) Jovellanos (1781) | 40,9 × 28,8      | 0,10                |
| 27.09.2002       | 11) Carlos IV (1789) | 40,9 × 28,8      | 0,10                |
| 27.09.2002       | 12) El ministro Godoy (1792) | 40,9 × 28,8      | 0,10                |
| 10.02.2004       | «Cómics juveniles» Minipliego formado por cuatro sellos centrales y doce viñetas sin valor postal, dedicadas a los doce meses del año, extraídas del cómic Trazo de Tiza del historietisa gallego Miguelanxo Prado 1) Una mujer en un acantilado | 40,9 × 28,8      | 0,27                |
| 10.02.2004       | 2) Un velero y una isla con un faro | 40,9 × 28,8      | 0,27                |
| 10.02.2004       | 3) Una mujer en la proa de un barco y una gaviota | 40,9 × 28,8      | 0,27                |
| 10.02.2004       | 4) La isla del faro vista desde el aire | 40,9 × 28,8      | 0,27                |